# Snowboard vid olympiska vinterspelen 2022
Snowboard vid olympiska vinterspelen 2022 arrangerades i Genting Snow Park i Zhangjiakou och i Big Air Shougang i Peking i Kina mellan den 5 och 15 februari 2022.
I juli 2018 beslutade IOK att utöka snowboardprogrammet genom att införa en mixad lagtävling i snowboardcross som hålls för första gången vid spelen 2022. Totalt 233 snowboardåkare representerandes 31 olika nationella olympiska kommittéer tävlar i elva grenar.

## Medaljsammanfattning
Damer
| Gren                            | Guld                             | Guld   | Silver                           | Silver | Brons                   | Brons  |
| Big air Detaljer...             | Anna Gasser Österrike            | 185,50 | Zoi Sadowski Synnott Nya Zeeland | 177,00 | Kokomo Murase Japan     | 171,50 |
| Halfpipe Detaljer...            | Chloe Kim USA                    | 94.00  | Queralt Castellet Spanien        | 90.25  | Sena Tomita Japan       | 88.25  |
| Slopestyle Detaljer...          | Zoi Sadowski-Synnott Nya Zeeland | 92.88  | Julia Marino USA                 | 87.68  | Tess Coady Australien   | 84.15  |
| Parallellstorslalom Detaljer... | Ester Ledecká Tjeckien           |        | Daniela Ulbing Österrike         |        | Gloria Kotnik Slovenien |        |
| Boardercross Detaljer...        | Lindsey Jacobellis USA           |        | Chloe Trespeuch Frankrike        |        | Meryeta Odine Kanada    |        |

Herrar
| Gren                            | Guld                          | Guld   | Silver                  | Silver | Brons                 | Brons  |
| Big air Detaljer...             | Yiming Su Kina                | 182,50 | Mons Roisland Norge     | 171,75 | Max Parrot Kanada     | 170,25 |
| Halfpipe Detaljer...            | Ayumu Hirano Japan            | 96.00  | Scotty James Australien | 92.50  | Jan Scherrer Schweiz  | 87.25  |
| Slopestyle Detaljer...          | Max Parrot Kanada             | 90.96  | Su Yiming Kina          | 88.70  | Mark McMorris Kanada  | 88.53  |
| Parallellstorslalom Detaljer... | Benjamin Karl Österrike       |        | Tim Mastnak Slovenien   |        | Vic Wild ROC          |        |
| Boardercross Detaljer...        | Alessandro Hämmerle Österrike |        | Éliot Grondin Kanada    |        | Omar Visintin Italien |        |

Mixed
| Gren                          | Guld                                    | Silver                               | Brons                               |
| Boardercross, lag Detaljer... | USA Nick Baumgartner Lindsey Jacobellis | Italien Omar Visintin Michela Moioli | Kanada Éliot Grondin Meryeta O'Dine |

## Medaljtabell
| Pl. | Nation      | Guld | Silver | Brons | Totalt |
| --- | ----------- | ---- | ------ | ----- | ------ |
| 1   | USA         | 3    | 1      | 0     | 4      |
| 1   | Österrike   | 3    | 1      | 0     | 4      |
| 3   | Kanada      | 1    | 1      | 4     | 6      |
| 4   | Kina        | 1    | 1      | 0     | 2      |
| 4   | Nya Zeeland | 1    | 1      | 0     | 2      |
| 6   | Japan       | 1    | 0      | 2     | 3      |
| 7   | Tjeckien    | 1    | 0      | 0     | 1      |
| 8   | Australien  | 0    | 1      | 1     | 2      |
| 8   | Italien     | 0    | 1      | 1     | 2      |
| 8   | Slovenien   | 0    | 1      | 1     | 2      |
| 11  | Frankrike   | 0    | 1      | 0     | 1      |
| 11  | Kina        | 0    | 1      | 0     | 1      |
| 11  | Spanien     | 0    | 1      | 0     | 1      |
| 13  | ROC         | 0    | 0      | 1     | 1      |
| 13  | Schweiz     | 0    | 0      | 1     | 1      |
|     | Totalt      | 11   | 11     | 11    | 33     |

### Fotnoter
1. ↑  Snowboard - Olympic Schedule & Results. Arkiverad 6 februari 2022 hämtat från the Wayback Machine. beijing2022.cn. Läst 6 februari 2022.
2. ↑  (18 juli 2018). Beijing 2022: IOC announces seven new events for Winter Olympics. BBC. Läst 6 februari 2022.
3. ↑  (5 februari 2022). Snowboard – Number of Entries by NOC. Arkiverad 6 februari 2022 hämtat från the Wayback Machine. beijing2022.cn. Läst 6 februari 2022.
4. ↑  ”Women's Snowboard Big Air Final Results - Olympic Snowboard”. https://olympics.com/beijing-2022/olympic-games/en/results/snowboard/results-women-s-snowboard-big-air-fnl-.htm. Läst 15 februari 2022.
5. ↑  ”Women's Snowboard Halfpipe Final Results - Olympic Snowboard”. https://olympics.com/beijing-2022/olympic-games/en/results/snowboard/results-women-s-snowboard-halfpipe-fnl-.htm. Läst 10 februari 2022.
6. ↑  (6 februari 2022). Snowboard - Women's Snowboard Slopestyle. beijing2022.cn. Läst 6 februari 2022.
7. ↑  ”Women's Parallel Giant Slalom Finals Results - Olympic Snowboard”. https://olympics.com/beijing-2022/olympic-games/en/results/snowboard/results-women-s-parallel-giant-slalom-fnl-.htm. Läst 10 februari 2022.
8. ↑  ”Women's Snowboard Cross Finals Results - Olympic Snowboard”. https://olympics.com/beijing-2022/olympic-games/en/results/snowboard/results-women-s-snowboard-cross-fnl-.htm. Läst 10 februari 2022.
9. ↑  ”Men's Snowboard Big Air Final Results - Olympic Snowboard”. https://olympics.com/beijing-2022/olympic-games/en/results/snowboard/results-men-s-snowboard-big-air-fnl-.htm. Läst 15 februari 2022.
10. ↑  ”Men's Snowboard Halfpipe Final Results - Olympic Snowboard”. https://olympics.com/beijing-2022/olympic-games/en/results/snowboard/results-men-s-snowboard-halfpipe-fnl-.htm. Läst 11 februari 2022.
11. ↑  (7 februari 2022). Snowboard - Men's Snowboard Slopestyle. beijing2022.cn. Läst 7 februari 2022.
12. ↑  ”Men's Parallel Giant Slalom Finals Results - Olympic Snowboard”. https://olympics.com/beijing-2022/olympic-games/en/results/snowboard/results-men-s-parallel-giant-slalom-fnl-.htm. Läst 10 februari 2022.
13. ↑  ”Men's Snowboard Cross Finals Results - Olympic Snowboard”. https://olympics.com/beijing-2022/olympic-games/en/results/snowboard/results-men-s-snowboard-cross-fnl-.htm. Läst 10 februari 2022.
14. ↑  ”Mixed Team Snowboard Cross Finals Results - Olympic Snowboard”. https://olympics.com/beijing-2022/olympic-games/en/results/snowboard/results-mixed-team-snowboard-cross-fnl-.htm. Läst 12 februari 2022.